# Ouvrages militaires de la région de Langres
Ouvrages militaires de la région de Langres este o arie protejată (sit de importanță comunitară — SCI) din Franța întinsă pe o suprafață de 59 ha, integral pe uscat.

## Localizare
Centrul sitului Ouvrages militaires de la région de Langres este situat la coordonatele 47°49′49″N 5°18′28″E / 47.83028°N 5.30778°E.

## Înființare
Situl Ouvrages militaires de la région de Langres a fost declarat arie specială de conservare în baza directivei 92/43 din 1992 referitoare la conservarea habitatelor naturale și a faunei și florei sălbatice pentru a proteja 6 specii de animale.

## Biodiversitate
Situată în ecoregiunea continentală, aria protejată conține 2 habitate naturale: Pajiști carstice calcaroase sau bazofile, de Alysso-Sedion albi, Pajiști uscate seminaturale și facies de acoperire cu tufișuri pe substraturi calcaroase (Festuco-Brometalia) (* situri importante pentru orhidee).
La baza desemnării sitului se află mai multe specii protejate de  mamifere (6): liliac cârn (Barbastella barbastellus), liliac cu urechi mari (Myotis bechsteinii), liliac cărămiziu (Myotis emarginatus), liliac comun (Myotis myotis), liliacul mare cu potcoavă (Rhinolophus ferrumequinum), liliacul mic cu potcoavă (Rhinolophus hipposideros).
Pe lângă speciile protejate, pe teritoriul sitului au mai fost identificate 1 specie de păsări, 7 specii de mamifere.